# Berlin, Keithstraße 30
Berlin, Keithstraße 30 – Aus den Akten der weiblichen Kriminalpolizei ist eine 13-teilige Krimiserie, die ab Januar 1972 jeweils wöchentlich dienstags in den regionalen Vorabendprogrammen der ARD gezeigt wurde. Produziert wurde sie von Peter von Zahns Windrose Film- und Fernsehproduktions GmbH.

## Inhalt
Das Landeskriminalamt Berlin hat seinen Sitz in der titelgebenden Keithstraße 30. Dort arbeiten die Kriminalbeamtinnen Lotte Fliedner, Karin Schröder, Renate Höppner, Margot Hintze und Elisabeth Meissner. Sie bearbeiten Fälle, die von oder an Frauen oder Kindern begangen wurden. Erpressung, Kindesraub, Diebstahl und Vergewaltigung sind einige der Delikte, denen sich die Ermittlerinnen teilweise mit psychologischem Geschick annehmen müssen.

## Sonstiges
Den einzelnen Folgen lagen tatsächliche Begebenheiten zugrunde, die den Polizeiakten entnommen werden konnten. Gedreht wurde unter anderem in den Räumlichkeiten der weiblichen Kriminalpolizei.
Mit der Ausstrahlung der Serie reformierte die ARD ihr Vorabendprogramm dahingehend, dass von Beginn des Jahres 1972 an dienstags und freitags alle Regionalanstalten dieselben ausschließlich deutschen Serien zur etwa gleichen Sendezeit ausstrahlten.
Einige Sender zeigten aus unbekannten Gründen allerdings nur 12 der insgesamt 13 Folgen, der Bayerische Rundfunk lediglich zwei Episoden zur Probe. Deren Programmverantwortliche bezeichneten die Serie als „für unseren Süden ungeeignet. Es wird zu viel Wirklichkeit gezeigt“. Außerdem befürchtete man, dass „die Nachahmungsgefahr seitens der Kinder (…) bei so einer Serie größer“ sei, „weil sie ein vertrautes Milieu sehen und Leute, wie sie ihnen jeden Tag begegnen“. Der Münchner Sender strahlte stattdessen die US-amerikanische Serie Verliebt in eine Hexe aus.

## Episodenliste
| Folge | Erstausstrahlung | Titel                      | Bemerkungen                                                                                              |
| ----- | ---------------- | -------------------------- | --- |
| 01    | 04. Januar 1972  | Der Fall Susanne Fritsch   | Folgen 1 bis 10 von allen Sendern (Ausnahme BR) am selben Tag ausgestrahlt                               |
| 02    | 11. Januar 1972  | Der Fall Leopold Veit      | |
| 03    | 18. Januar 1972  | Der Fall Monika Gerlach    | |
| 04    | 25. Januar 1972  | Der Fall Erika Zeuner      | |
| 05    | 01. Februar 1972 | Der Fall Burk              | |
| 06    | 08. Februar 1972 | Der Fall Grossmann         | |
| 07    | 15. Februar 1972 | Der Fall Mischke           | |
| 08    | 22. Februar 1972 | Der Fall Sommer            | vom BR am 25. Januar gezeigt                                                                             |
| 09    | 29. Februar 1972 | Der Fall Geschwister Bauer | |
| 10    | 07. März 1972    | Der Fall Jablonski         | |
| 11    | 14. März 1972    | Der Fall Gudrun Hampe      | nicht vom HR, SDR und SWF gezeigt                                                                        |
| 12    | 21. März 1972    | Der Fall Anke Zeller       | nicht vom SR gezeigt, vom BR am 1. Februar ausgestrahlt, vom HR am 21. März, vom SDR und SWF am 14. März |
| 13    | 28. März 1972    | Der Fall Reichel           | vom HR am 14. März gesendet, vom SDR und SWF am 21. März                                                 |